# Auro Palomba
Auro Palomba (Milano, 1º maggio 1964) è un giornalista e dirigente d'azienda italiano. È fondatore di Community , di cui ora è Vicepresidente, e Partner di Excellera Advisory Group .

## Biografia

### Gli esordi da giornalista e conduttore tv
La carriera di Auro Palomba prende avvio nel 1986, anno in cui comincia a occuparsi di comunicazione in qualità di giornalista professionista specializzato in economia e finanza. Per 15 anni lavora nel mondo del giornalismo, scrivendo per Italia Oggi, Il Giornale e Il Messaggero. Successivamente passa alla televisione, diventando autore e conduttore di “Nordest” per l’emittente televisiva Class-CNBC e di “Borsa Oggi” per Telelombardia.

### Community Group

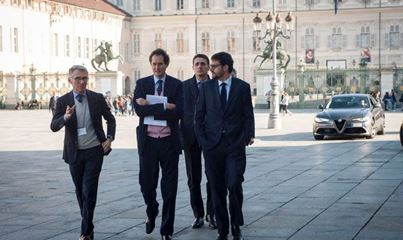
Auro Palomba con John Elkann

Nel 2001 Auro Palomba fonda Community, gruppo che si occupa di consulenza nel settore della comunicazione e reputation management. Ha gestito complessi casi di comunicazione di crisi come quelli dei crac Parmalat e Cirio, del dopo Calciopoli affiancando la Juventus, e oggi seguendo Chiara Ferragni dopo il caso Balocco-Dolci Preziosi. Fra i clienti storici: Nerio Alessandri, Alessandro Benetton, Carlo De Benedetti, John Elkann, Lapo Elkann, Mario Greco, Marco Patuano, Remo Ruffini, Francesco Starace, Maurizio Tamagnini, Gianni Tamburi, Luca Zaia.

Auro Palomba è Membro dell’Advisory Board di Save the Children (precedentemente è stato nel Consiglio di Amministrazione), fa parte del Comitato Scientifico di Quale Impresa e del Consiglio Direttivo di Fondazione FAIR  ed è stato Responsabile della comunicazione e direttore della newsletter di Fondazione Nordest. Nel corso della sua carriera Auro Palomba ha lavorato anche come Direttore della Comunicazione di 21 Investimenti e Netsystem e come Vice Presidente e Direttore Generale della "Maurizio Costanzo Comunicazione", fondata nel 2000 da Maurizio Costanzo con l'imprenditore Alessandro Benetton.
Nel 2018, insieme ad Andrea Barchiesi, ha fondato Reputation Science, joint venture per la gestione scientifica e integrata della reputazione online. Dal 2019 al 2023 è stato Presidente dell'Associazione Piccoli Azionisti di Associazione Calcio Milan. Nel novembre del 2022 Auro Palomba, in qualità di Presidente di Community, e Cattaneo Zanetto Pomposo & Co. uniscono le proprie forze e danno vita alla holding Excellera Advisory Group, grazie anche al supporto di Xenon Private Equity.

## Riconoscimenti
Nel 2017 Auro Palomba viene insignito del premio Financecommunity come "Professionista dell'anno".
Nel 2019 si aggiudica il primo posto per l'area Emea (Europa, Middle East e Africa) nella classifica "Top PR Consultants" di MergerLinks.
Sempre nel 2019 gli viene assegnato il premio come miglior comunicatore strategico nell'ambito dei Le Fonti Awards 2019. Nel 2022 e nel 2023 è stato l’unico professionista italiano presente nella top ten della classifica “Top PR Consultants” per l’area EMEA secondo MergerLinks , mentre nel 2023 Community si è posizionata come primo adviser di comunicazione finanziaria in Italia secondo Mergermarket.